# 162166 Mantsch
162166 Mantsch è un asteroide della fascia principale. Scoperto nel 1999, presenta un'orbita caratterizzata da un semiasse maggiore pari a 2,3342697 UA e da un'eccentricità di 0,0807090, inclinata di 10,47613° rispetto all'eclittica.